# Guangxu
O Imperador Guangxu (chinês tradicional: 光緒, chinês simplificado: 光绪, pinyin: Guāngxù, Wade-Giles: Kuang-hsü) (14 de Agosto de 1873-14 de Novembro de 1908) foi um imperador chinês da dinastia Qing (de origem étnica manchu), que reinou sob a tutela da sua tia, a imperatriz regente Cixi, cuja política de oposição às constantes extorsões praticadas pela Inglaterra, França, Japão, Itália e Rússia culminou com a intervenção militar desses países  Europa, Japão e Estados Unidos da América em 1900. A política colonialista desses países levaram a radicalização do povo chinês que a décadas estava consumindo o ópio cultivado na Índia e traficado pela Inglaterra. Morreu em 1908, sendo sucedido por Puyi.

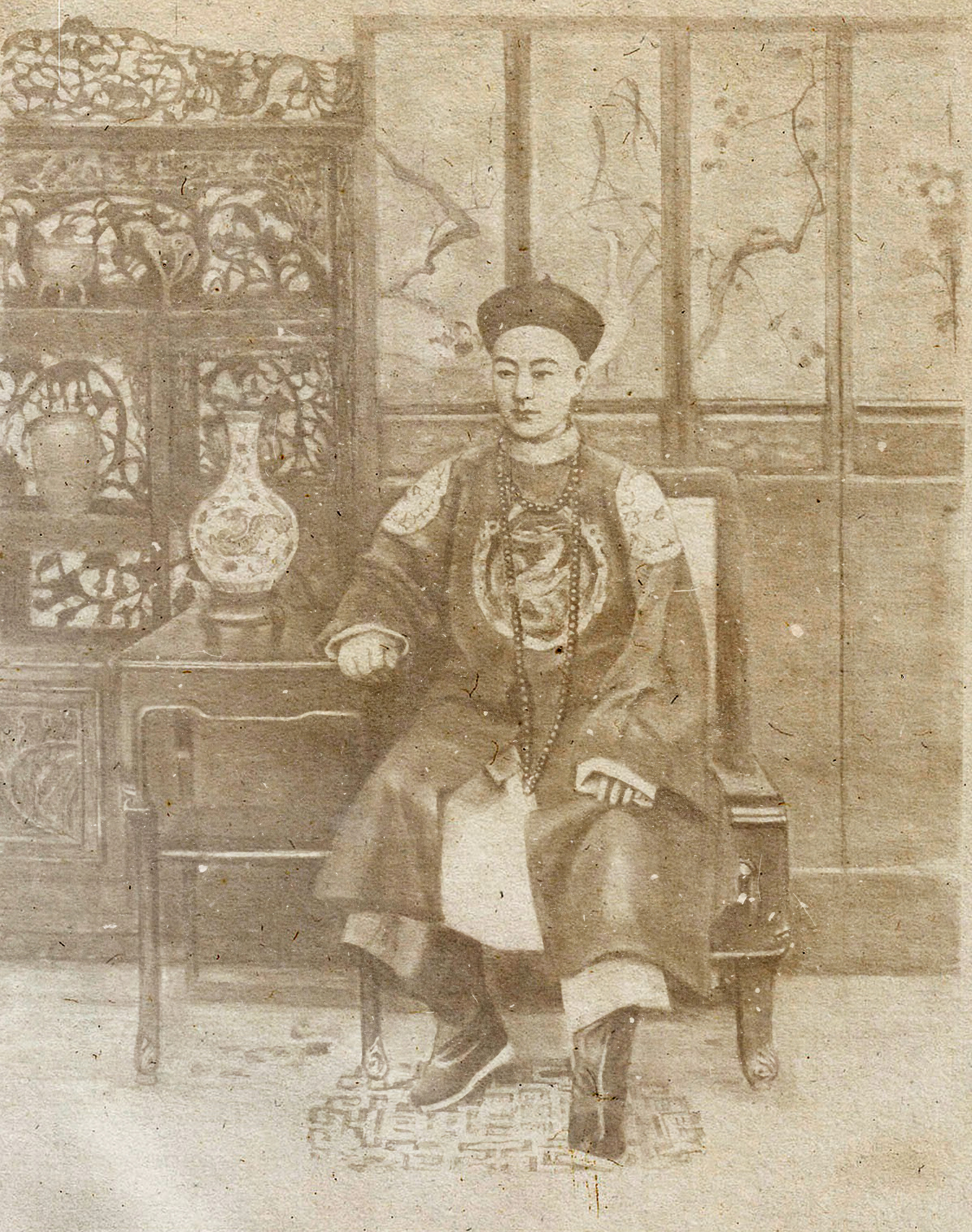
Imperador Guangxu